# 明心宝鑑
明心宝鑑（めいしんほうかん）は、中国明代に編まれた箴言集。孔子・孟子・老子・荘子をはじめとする先儒・先賢の言葉を分類して集めたもので、明代の善書のひとつと見なすことができる。1393年に范立本によって編纂された。中国のみならず東アジア各地に伝播し、影響を与えた。

## 構成
テキストによって篇数が異なる。もっともよく行われている20篇本は以下の各篇からなる。
継善篇・天理篇・順命篇・孝行篇・正己篇・安分篇・存心篇・戒性篇・勧学篇・訓子篇
省心篇・立教篇・治政篇・治家篇・安義篇・遵礼篇・存信篇・言語篇・交友篇・婦行篇
韓国で重視される仁興斎舎本は存信篇を除く19篇で構成され、天理篇を天命篇、勧学篇を勤学篇、訓子篇を戒子篇と呼んでいる。この19篇に増補篇・八反歌・孝行篇・廉義篇・勧学篇（20巻本の勧学篇とは別）を加えた24篇本もある。

## 伝播

### 朝鮮半島
『明心宝鑑』の現存最古のテキストは1454年に清州で刊行された「清州本」であり、日本の筑波大学が所蔵している。
李氏朝鮮時代、特に慶尚道一帯で塾の教材として用いられた。

#### 韓国起源説
『明心宝鑑』が、高麗の忠烈王の文臣、秋適（1246-1317）によって編纂されたとされる説がある。この説は18世紀以降の朝鮮刊の『明心宝鑑』に見えるが、『高麗史』の秋適の伝など、それ以前の文献には『明心宝鑑』について何も言っていないこと、上記の清州本の跋にはそれまで中国の本しかなかったことを明記していることなど、不自然な点が多い。明代の書物である『益智書』『資世通訓』などを引用しており、そのことからも高麗時代の著作ではありえない。

### ベトナム
ベトナムで『明心宝鑑』は『三字経』『明道家訓』などと並んで漢字学習の教科書として盛んに使用された。19世紀末にはペトロス張永記（チュオン・ヴィン・キー）によってクオック・グーで音注と翻訳を附した本が出版された。

### 西洋
『明心宝鑑』は現在のフィリピンでドミニコ会のフアン・コボによって1590年ごろスペイン語に翻訳された。これは西洋語に翻訳された最古の漢籍である。
同じドミニコ会のドミンゴ・フェルナンデス・ナバレテの著書にも『明心宝鑑』の翻訳が含まれる。